# Des cornichons au chocolat
Des cornichons au chocolat est un roman paru en 1983 publié sous le pseudonyme de « Stéphanie ».
Si Philippe Labro admet dès le départ, dans la préface du livre, avoir « remanié » l'histoire de Stéphanie, prétendant l'avoir fait avec elle, ce n'est qu'en 2007 qu'il se présentera comme le véritable et unique auteur de ce roman, ré-édité sous son nom cette même année. 
Stéphanie n'a donc jamais existé. 

## Trame narrative
Stéphanie, la narratrice, se décrit comme une adolescente de 13 ans. Écrit sous la forme d'un journal intime, le récit narre son quotidien et celui de son confident le chat Garfunkel, son mal-être et ses angoisses, ses envies et ses rêves. Le titre vient du plaisir de Stéphanie à manger des sandwichs aux cornichons avec du chocolat.

## Adaptation en téléfilm
Un téléfilm homonyme adapté du livre sort en 1991. Réalisé par Magali Clément, il a pour principaux acteurs Zoë Coussonneau (Stéphanie), Alain Bashung, Clément Sibony, Manon Pinsky et Élise Caron.